# Jan Kowalczyk (jeździec)

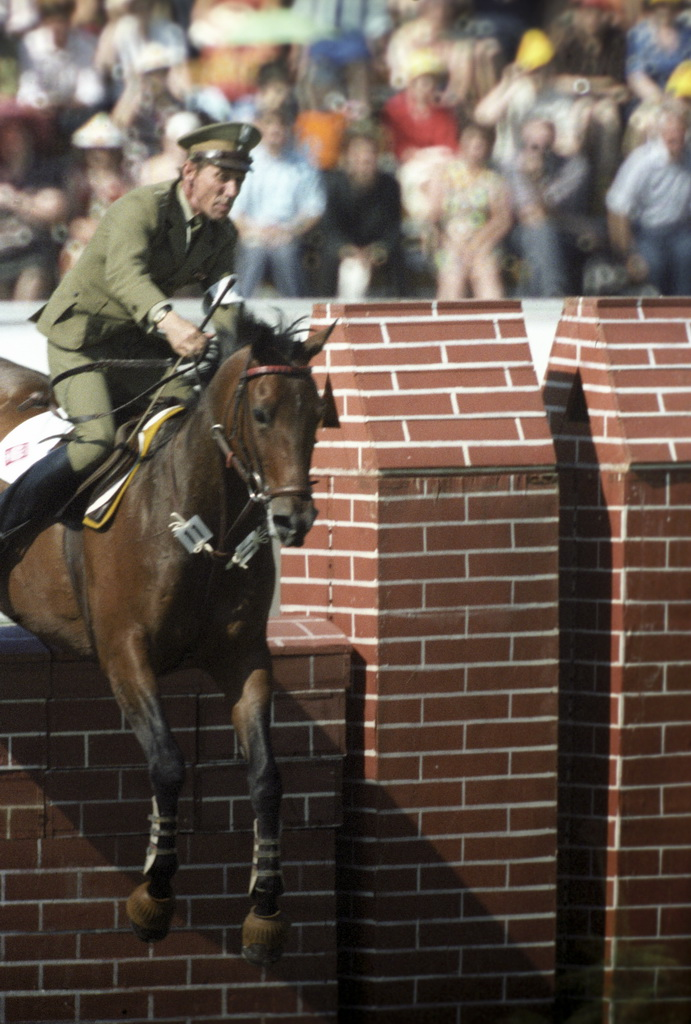
Jan Kowalczyk na koniu Artemor podczas igrzysk olimpijskich w Moskwie (1980)

Jan Franciszek Kowalczyk (ur. 18 grudnia 1941 w Drogomyślu, zm. 24 lutego 2020 w Warszawie) – polski sportowiec, jeździec i trener, mistrz olimpijski z 1980, kontynuator polskiej szkoły jazdy; starszy chorąży sztabowy w stanie spoczynku Sił Zbrojnych Rzeczypospolitej Polskiej.

## Kariera sportowa
Syn Jana i Jadwigi. Nieopodal rodzinnego Drogomyśla mieściło się Państwowe Stado Ogierów i tam właśnie Jan Kowalczyk zaczął stawiać pierwsze kroki w jeździectwie. Po raz pierwszy wystartował w zawodach kiedy miał 14 lat. Kariera jeździecka trwała od 1955 do 1991. Startował w zawodach jeździeckich na hipodromach niemal całego świata. Wygrał 650 konkursów w konkurencjach skoków przez przeszkody i WKKW. 
17 razy wygrywał mistrzostwa Polski, a trzykrotnie był wicemistrzem kraju.
Trzykrotnie startował w letnich igrzyskach olimpijskich w 1968, 1972 i 1980.
Na igrzyskach olimpijskich w Moskwie w 1980 został mistrzem olimpijskim w konkurencji skoków przez przeszkody na koniu Artemor w konkursie indywidualnym i wicemistrzem w zawodach drużynowych.
Żołnierz, zawodnik CWKS Legia Warszawa, Zasłużony Mistrz Sportu. Dnia 10 października 1983 Szef Sztabu Generalnego WP gen. broni Florian Siwicki, w zastępstwie Ministra Obrony Narodowej, wyróżnił jeźdźca wpisem do Honorowej Księgi Czynów Żołnierskich.
Pochowany został na cmentarzu komunalnym Północnym w Warszawie.

## Odznaczenia
- Krzyż Kawalerski Orderu Odrodzenia Polski
- Złoty i Srebrny Krzyż Zasługi
- Złoty Medal za Wybitne Osiągnięcia Sportowe (trzykrotnie)[2]